# Lauren Strahm

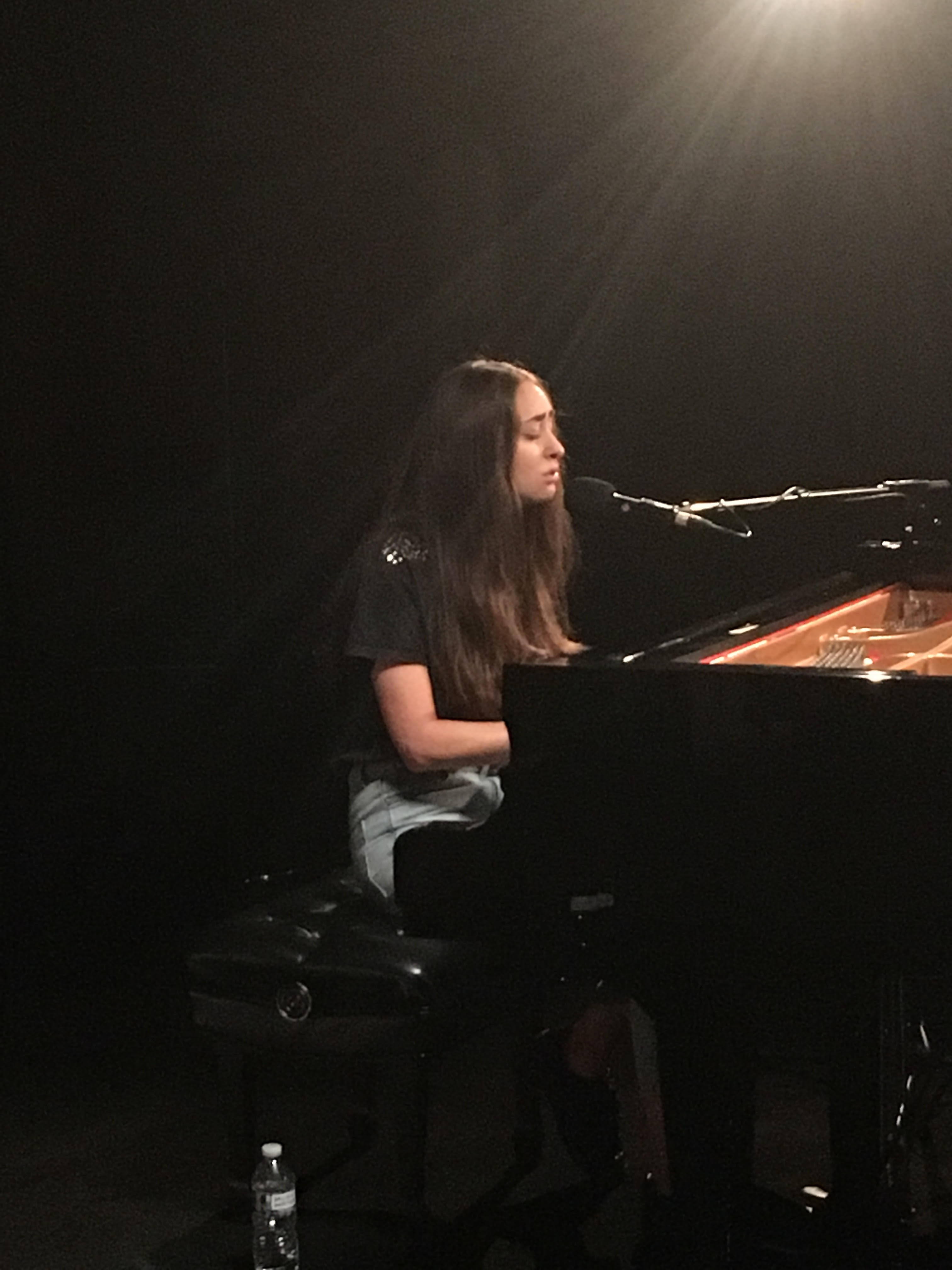
Fleurie in ihrem Studio

Lauren Strahm (* 10. Oktober 1990 in Canton, Michigan), bekannt unter ihrem Künstlernamen Fleurie, ist eine US-amerikanische Musikerin.

## Leben
Strahm wurde in einem Vorort von Detroit geboren. Sie begann im Alter von 11 Jahren, Songs zu schreiben. Im Alter von 19 Jahren veröffentlichte sie ein christliches Album unter ihrem Geburtsnamen.
Im Alter von 21 Jahren zog sie nach dem College nach Nashville, um ihre Karriere als Musiker voranzubringen.
Ihre Lieder sind u. a. zu hören in den US-amerikanischen Fernsehserien Marvel’s Cloak & Dagger, Queen Sugar, Reign, Scream, Station 19 in der kanadischen Fernsehserie Saving Hope und in der zweiten Staffel der Serie Beforeigners.

## Karriere
2013 veröffentlichte Strahm die erste Veröffentlichung unter dem Spitznamen Fleurie, eine EP mit dem Titel Fear & Fable. Es folgte 2015 die EP Arrows. Aus diesem Album wurde Still Your Girl von National Public Radio für ihre Songs We Love-Serie ausgewählt, die Teil des All Songs Considered Podcasts ist. Der Song Wildwood wurde in den Fernsehserien Containment – Eine Stadt hofft auf Rettung, Wynonna Earp und Finding Carter gespielt. Der Song Sparks in Catfish – Verliebte im Netz.
2015 arbeitete sie mit dem Rapper NF an seinem Song Mansion (der auf Platz 30 der Billboard-Hot-Christian-Songs-Charts landete), dem zweiten Track auf seiner gleichnamigen Platte, die Platz 62 der Billboard 200 erreichte. Fleurie trat später mit NF auf einer US-Tour im Jahr 2016 auf.
Ihr Debütalbum Love and War wurde am 19. September 2016 veröffentlicht. Die Songs Breathe, Love and War, Soldier, Turns You into Stone und Hurts Like Hell wurden in zahlreichen Fernsehsendungen gezeigt, u. a. in Outlander, Pretty Little Liars, Finding Carter, Shadowhunters und The Originals sowie im Trailer zur zwölften und letzten Staffel von Bones.
Das Lied Don't Let Me Down aus ihrem Album Love and War wurde von Kendrick Lamar für sein Lied FEEL gesampelt. Dieser Track erscheint auf seinem 2017er Album DAMN.
2018 arbeitete sie mit den Produzenten Tommee Profitt und Mellen Gi an einem Cover von Linkin Parks 2001er Single In the End. Im Januar 2022 hatte das Video des Covers 824 Millionen Aufrufe auf YouTube.
2018 arbeitete sie mit der Künstlerin Ruelle an ihrem Song Carry You, der in Shadowhunters verwendet wurde.
Am 17. August 2018 veröffentlichte Fleurie ihr zweites Album, Portals. Ihr Song Out of the Blue debütierte am 27. September 2018 in einer Episode von Grey’s Anatomy.
2019 wurde Fleuries Song Love and War als Titelsong für den True-Crime-Podcast To Live and Die in LA vorgestellt.
Am 30. April 2020 wurde Breathe vom Riot Music Team für das offizielle Startvideo des Spiels Legends of Runeterra von Riot Studio remixt.
Am 12. November 2020 wurde Hurricane als Titelsong für den Trailer zu Black Beauty von Disney+ verwendet.

## Diskografie

### Studioalben
- 2016: Love and War
- 2018: Portals
- 2019: Portals: The B-Sides

### Singles & EPs
- 2013: Fear & Fable
- 2015: Hurts Like Hell
- 2015: Arrows
- 2016: Soldier
- 2017: Hurricane
- 2018: Carry You (featuring Ruelle)
- 2018: Constellate
- 2018: Chasing Stars
- 2018: Out of the Blue
- 2019: In The End (Mellen Gi Remix)
- 2021: Millennium Angel
- 2021: Supertropicali
- 2021: a million pretty pieces